# Chevrolet Bolt EUV
Cet article concerne le SUV. Pour la voiture, voir Chevrolet Bolt.
Le Chevrolet Bolt EUV (abréviation de «Electric Utility Vehicle» (véhicule utilitaire électrique en anglais)) est un SUV urbain entièrement électrique à cinq portes et à moteur avant fabriqué par General Motors de 2021 à 2023. 

## Présentation
Il a été révélé le 14 février 2021. Il se positionne en tant que version plus grande du Chevrolet Bolt EV de nom similaire,,.
C'est le premier véhicule Chevrolet à bénéficier du pack d'assistance à la conduite mains libres Super Cruise,.